# Металлическая башня на Фурвьере
Металли́ческая ба́шня на Фурвье́ре (фр. Tour métallique de Fourvière) — сооружение, находящееся на холме Фурвьер, Лион, Франция. Рядом с башней расположена базилика Нотр-Дам-де-Фурвьер.

## История
После успеха, который имела Эйфелева башня, построенная ко Всемирной выставке 1889 года в Париже, и в преддверии Всемирной, международной и колониальной выставки, намеченной на 1894 год в Лионе, в 1892 году местной предпринимательницей мадам Ге было основано акционерное общество, которое должно было воздвигнуть аналогичную металлическую башню в самой высокой точке города — на холме Фурвьер, на земле, принадлежавшей семье Ге. Вопреки расхожему мнению, архитектором башни на Фурвьере был не Гюстав Эйфель, а г-н Колле. Возведение башни было завершено в 1894 году.
Официальное открытие башни состоялось 2 мая 1894 года. Строительство башни пришлось на период весьма тёплых отношений между Французской республикой и Российской империей, поэтому первоначально башню планировалось назвать Авелановой — в честь российского адмирала Фёдора Карловича Авелана, но в конечном итоге было решено остановиться на более нейтральном названии.
В основании башни стоят четыре монолитных бетонных куба с рёбрами по 5,25 метров, украшенные керамическими изразцами. Между кубами основания ниже уровня земли находились гидравлический лифт и погреб для ресторана. На первом этаже находился зал ожидания для посетителей. Ресторан площадью около 200 м² располагался на втором этаже башни, на высоте 18 метров от её основания. На высоте 357 метров от подножия холма — обзорная площадка. Общая высота башни от основания составляет 89 метров, от подножия холма — 372 метра.
Обзорная площадка башни в наше время недоступна для посещения, но она до сих пор является самой высокой точкой города. Оттуда открывается вид на несколько сотен километров: с площадки видны Альпы с Монбланом на востоке (155 км по прямой), Севенны на юге, на западе — горы Форе, Лионне и Оверни. Несмотря на некоторые сомнения эстетического характера, башня была с большим энтузиазмом встречена публикой, охотно посещавшей её вплоть до закрытия доступа в 1953 году.
Во время немецкой оккупации Франции в период Второй мировой войны башня была реквизирована в 1943 году оккупационными войсками и должна была быть разрезана на металл и переплавлена, чего, к счастью, не произошло. В 1953 году наследниками мадам Ге башня была продана за 15 миллионов франков Французскому радио и телевидению и с тех пор используется как антенна ретранслятора.

## Характеристики башни
- Высота от основания — 89 метров
- Высота от основания холма — 372 метра
- Вес — 2100 тонн металла + 7200 тонн бетона[2]

- Башня в 1917 году
- Вид на башню с берегов Соны
- С крыши базилики Нотр-Дам-де-Фурвьер